# Borfő
Borfő (szlovákul Brhlovce) község Szlovákiában, a Nyitrai kerület Lévai járásában.
Kálnaborfő és Tegzesborfő egyesítésével jött létre. Sziklába vájt barlanglakásairól nevezetes.

## Fekvése
Lévától 12 km-re keletre, a Búr patak patak partján található.

## Története
A falu környékén már a kőkorszakban laktak emberek. Első írásos említése 1245-ből való, amikor a mai Kálnaborfőt Burfeu néven említik. Az addigi Borfő határában a 16. század elején egy másik község (Tegzesborfő) jött létre, mely 1542-ben szerepel először oklevélben Boorfeni, majd később Tegsesborfo alakban. A két község birtokosairól a Kálnay és a Tegzes családokról kapta a nevét.
Kálnaiborfő ura 1506-tól a Kálnay család, később több nemesi család birtoka volt. 1715-ben 9 volt a háztartások száma. Tegzesborfő 1720-tól köznemesi község. 1828-ban 25 házában 155 lakos élt, akik mezőgazdasággal, szőlőtermesztéssel foglalkoztak.
A török hódítás időszakában a lakók a házak mögötti hegyoldalba vájtak menedékül szolgáló barlanglakásokat, melyek nagy része a mai napig fennmaradt. Itt tartották állataikat is. Ezekről a sajátos építményekről Bél Mátyás tesz először említést 1742-ben megjelent Notitia Hungariae novae című enciklopédiájában. Ezekben a lakásokban a 19. század végéig éltek emberek. A két falu birtokosai a két névadó családon kívül a Körmendy, a Baross és a Bakonyi családok voltak. A település a 19. században kőfaragóiról is híres volt.
Az 1917-es tűzvész előtt kastélya és 13 háza volt. Lakói később mezőgazdasággal, szövéssel, kosárfonással, kőfejtéssel foglalkoztak. A trianoni békeszerződésig Hont vármegye Báti járásához tartozott.
Kálnaborfőt és Tegzesborfőt 1952-ben egyesítették újra. A falu határában 1964-ig andezitet és tufát bányásztak.

## Népessége
| Év:            | 1994. | 2004.   | 2014.   | 2024.   |
| -------------- | ----- | ------- | ------- | ------- |
| Emberek száma: | 360   | 329     | 305     | 292     |
| Eltérés:       |       | -8,61 % | -7,29 % | -4,26 % |

| Év:            | 2023. | 2024.   |
| -------------- | ----- | ------- |
| Emberek száma: | 289   | 292     |
| Eltérés:       |       | +1,03 % |

1880-ban Kálnaborfő 139 lakosából 7 magyar és 118 szlovák anyanyelvű volt.
Tegzesborfő 231 lakosából 16 magyar és 195 szlovák anyanyelvű volt.
1890-ben Kálnaborfő 259 lakosából 16 magyar és 238 szlovák anyanyelvű volt.
Tegzesborfő 185 lakosából 27 magyar és 153 szlovák anyanyelvű volt.
1900-ban Kálnaborfő 189 lakosából 39 magyar és 150 szlovák anyanyelvű volt.
Tegzesborfő 291 lakosából 36 magyar és 253 szlovák anyanyelvű volt.
1910-ben Kálnaborfő 210 lakosából 29 magyar és 181 szlovák anyanyelvű volt. Ebből 197 római katolikus, 8 evangélikus és 5 izraelita vallású volt.
Tegzesborfő 329 lakosából 33 magyar és 284 szlovák anyanyelvű volt. Ebből 210 római katolikus, 114 evangélikus, 4 izraelita és 1 református vallású volt.
1921-ben Kálnaborfő 165 lakosa mind csehszlovák volt. Ebből 157 római katolikus, 6 evangélikus és 2 izraelita vallású volt.
Tegzesborfő 317 lakosából 1 magyar és 316 csehszlovák volt.
1930-ban Kálnaborfő 308 lakosa mind csehszlovák volt.
Tegzesborfő 390 lakosa mind csehszlovák volt. Ebből 284 római katolikus, 99 evangélikus, 5 izraelita, 1 református és 1 egyéb vallású volt.
A két falut 1952-ben egyesítették.
1991-ben 408 lakosából 3 magyar és 394 szlovák volt.
2001-ben 359 lakosából 1 magyar és 354 szlovák volt.
2011-ben 310 lakosából 1-1 magyar, cseh és 301 szlovák volt.
2021-ben 296 lakosából (+1) magyar, 291 (+1) szlovák, 3 egyéb és 2 ismeretlen nemzetiségű volt.

## Nevezetességei
- A falu sziklába vájt, egykor menedékhelyül épített lakásairól nevezetes. Egyiküket, a 142. szám alattit múzeummá rendezték be.
- Dombon álló kétszintes kastélya 1756-ban épült késő barokk stílusban. Egy szintén kétszintes gazdasági épület is tartozik hozzá.
- A Hétfájdalmú Szűzanya tiszteletére épített római katolikus temploma 1760 és 1772 között épült késő barokk stílusban, később többször renoválták. Falfestményei a 18. század második felében készültek.
- Tegzesborfő evangélikus temploma 1700-ban épült,[5] kápolnáját 1860-ban építették késő klasszicista stílusban,[4] a korábbi templom felhasználásával. Belseje részben barokk.